# Дворічне (Казахстан)
Дворі́чне (каз. Двуречное) — село у складі Єсільського району Акмолинської області Казахстану. Адміністративний центр Дворічного сільського округу.
Населення — 605 осіб (2021; 924 у 2009, 1357 у 1999, 1431 у 1989).
Національний склад станом на 1989 рік:
- росіяни — 57 %;
- українці — 22 %.

Станом на 1989 рік село називалось селище Дворічний.